# Amusquillo
Amusquillo es un municipio de España, en la provincia de Valladolid, comunidad autónoma de Castilla y León. Tiene una superficie de 15,89 km² con una población de 120 habitantes y una densidad de 8,18 hab/km².
Cuentan que este pueblo se llama así por el color amusco de su tierra. Una tierra inmersa en pleno valle del Esgueva, donde el río en todo momento se ve jalonado por una hilera a ambos lados de vegetación, compuesta en su inmensa mayoría de chopos.
Un pueblo situado dentro del itinerario que marca la carretera principal que recorre todo el valle, distando 38 kilómetros de la ciudad de Valladolid.

## Geografía
Amusquillo se encuentra enclavado en el valle del Esgueva, en el curso medio del río Esgueva, entre las poblaciones de Villafuerte y Villaco. Dista de Valladolid capital 38 km., encontrándose en el noreste de la provincia.

## Patrimonio

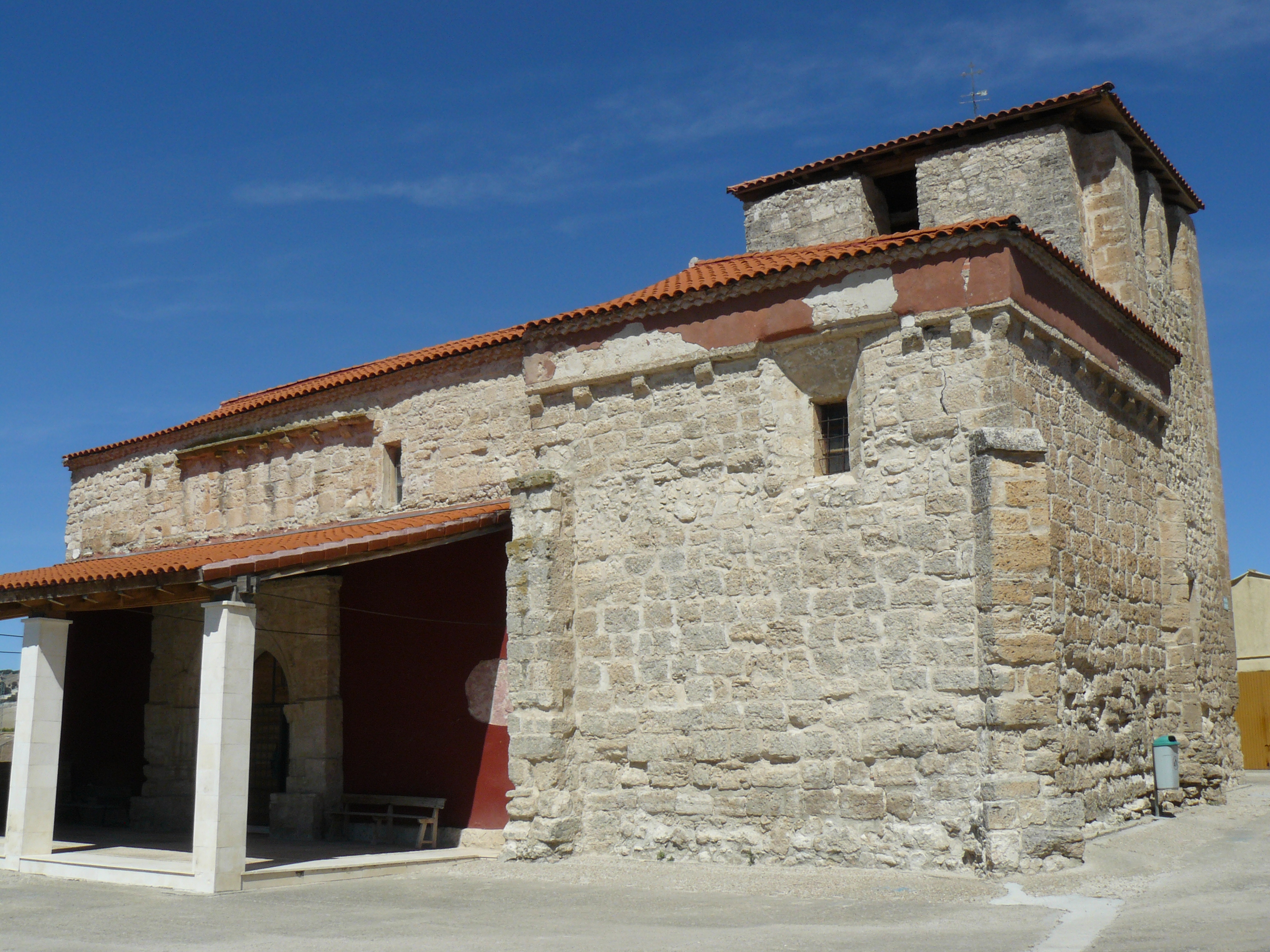
Iglesia de San Esteban Protomártir

Su edificio más importante es la Iglesia de San Esteban Protomártir, que recibe su nombre gracias a San Esteban, un diácono de la Iglesia primigenia de Jerusalén y protomártir (de los primeros mártires) del cristianismo y se encuentra en la parte más alta del pueblo. Es una construcción del siglo XIII que se realizó sobre los cimientos de una antigua fortaleza de la primitiva Oroca, en piedra y con una torre del mismo material. Sus bóvedas son de arista con yeserías en la nave central, de crucería en la cabecera, y de cañón apuntado en la sacristía. Guarda una verdadera joya artística, un retablo cuya pertenencia se atribuye a Gregorio Fernández (lo cual no se ha verificado) de madera policromada en blanco y dorado con grupos escultóricos en altorrelieve.
Justo al lado de la carretera y cercano a los cimientos de la iglesia, existe un cubo de piedra, a modo de almena, que pudo haber pertenecido a una fortaleza o muralla, de la cual sólo quedaría este resto. Hoy sirve de mirador de buena parte del valle del Esgueva.

## Geografía humana

### Demografía
Cuenta con una población de 99 habitantes (INE 2024).
| Gráfica de evolución demográfica de Amusquillo entre 1842 y 2021                                                      |
| |
| Población de derecho según los censos de población del INE. Población de hecho según los censos de población del INE. |

| Año  | Hombres     | Mujeres     | Total |
| ---- | ----------- | ----------- | ----- |
| 2019 | 65          | 38          | 103   |
| 2018 | 68          | 37          | 105   |
| 2017 | 70          | 40          | 110   |
| 2016 | 68          | 38          | 106   |
| 2015 | 69          | 40          | 109   |
| 2014 | 72          | 42          | 114   |
| 2013 | 72          | 42          | 114   |
| 2012 | 74          | 45          | 119   |
| 2011 | 76          | 44          | 120   |
| 2010 | 77          | 49          | 126   |
| 2009 | 77          | 49          | 126   |
| 2008 | 77          | 53          | 130   |
| 2007 | 78          | 54          | 132   |
| 2006 | 83          | 55          | 138   |
| 2005 | 86          | 67          | 153   |
| 2004 | 88          | 73          | 161   |
| 2003 | 86          | 73          | 159   |
| 2002 | 92          | 76          | 168   |
| 2001 | 94          | 77          | 171   |
| 2000 | 95          | 78          | 173   |
| 1999 | 96          | 81          | 177   |
| 1998 | 98          | 85          | 183   |
| 1996 | 103         | 87          | 190   |
| 1995 | 105         | 92          | 197   |
| 1994 | 104         | 92          | 196   |
| 1993 | 106         | 92          | 198   |
| 1992 | 107         | 92          | 199   |
| 1991 | 109         | 94          | 203   |
| 1990 | 119         | 99          | 218   |
| 1989 | 119         | 101         | 220   |
| 1988 | 116         | 103         | 219   |
| 1987 | 119         | 104         | 223   |
| 1986 | 128         | 107         | 235   |
| 1981 | Desconocido | Desconocido | 252   |
| 1970 | Desconocido | Desconocido | 330   |
| 1960 | Desconocido | Desconocido | 461   |
| 1950 | Desconocido | Desconocido | 485   |
| 1940 | Desconocido | Desconocido | 486   |
| 1930 | Desconocido | Desconocido | 495   |
| 1920 | Desconocido | Desconocido | 443   |
| 1910 | Desconocido | Desconocido | 378   |
| 1900 | Desconocido | Desconocido | 369   |

| Año  | Nacimientos | Fallecidos | Diferencia |
| 2018 | 0           | 2          | -2         |
| 2017 | 1           | 3          | -2         |
| 2016 | 2           | 0          | 2          |
| 2015 | 0           | 2          | -2         |
| 2014 | 0           | 2          | -2         |
| 2013 | 1           | 2          | -1         |
| 2012 | 0           | 4          | -4         |
| 2011 | 0           | 5          | -5         |
| 2010 | 0           | 2          | -2         |
| 2009 | 0           | 1          | -1         |
| 2008 | 0           | 1          | -1         |
| 2007 | 0           | 1          | -1         |
| 2006 | 0           | 4          | -4         |
| 2005 | 2           | 2          | 0          |
| 2004 | 0           | 2          | -2         |
| 2003 | 0           | 2          | -2         |
| 2002 | 0           | 4          | -4         |
| 2001 | 0           | 2          | -2         |
| 2000 | 2           | 3          | -1         |
| 1999 | 0           | 0          | 0          |
| 1998 | 0           | 3          | -3         |
| 1997 | 0           | 0          | 0          |
| 1996 | 2           | 2          | 0          |

### Economía
| Año  | Renta Bruta | Var            | Renta Dispo | Var          |
| 2018 | 16.094€     | 552€ (3,43%)   | 14.852€     | 238€ (1,60%) |
| 2017 | 15.542€     | -269€ (-1,73%) | 14.614€     | 171€ (1,17%) |
| 2016 | 15.811€     | 31€ (0,20%)    | 14.443€     | 486€ (3,36%) |
| 2015 | 15.780€     | 734€ (4,65%)   | 13.957€     | 548€ (3,93%) |
| 2014 | 15.046€     | 1.002€ (6,66%) | 13.409€     | 514€ (3,83%) |
| 2013 | 14.044€     | 0€ (0,00%)     | 12.895€     | 0€ (0,00%)   |

En 2018, Amusquillo se sitúa como el municipio nº169 con una mayor renta bruta media de la provincia de Valladolid, en la posición nº1334 en la comunidad de Castilla y León y el nº5336 a nivel Nacional (sin PV y Navarra).
Los habitantes de Amusquillo liquidaron 29.843€ en concepto de IRPF en el año 2018 y recibieron por parte de las diferentes administraciones de forma directa en el presupuesto municipal (capítulo 4 Y 7) 60.802€ un 203,74% de lo aportado.

## Cultura

### Fiestas
San Isidro el 15 de mayo, con verbenas y teatro, 1 día de fiesta, si cae en sábado o domingo se celebra ese mismo día, si cae en lunes se pasa al domingo inmediatamente anterior, si cae de martes a viernes la fiesta religiosa se pasa al domingo por la mañana de la semana correspondiente y las actividades lúdicas: campeonato de Tarusa, juegos infantiles, posible baile... sábado tarde y noche del sábado al domingo. 
San Esteban, para el 12 de noviembre: 1 día de fiesta, si cae en sábado o domingo se celebra ese mismo día, si cae en lunes se pasa al domingo inmediatamente anterior, si cae de martes a viernes la fiesta religiosa se pasa al domingo por la mañana de la semana correspondiente y las actividades lúdicas: campeonato de Tarusa, juegos infantiles, posible baile... sábado tarde y noche del sábado al domingo.
Fiestas de verano de jueves a domingo coincidiendo con el último fin de semana de agosto, se lleva a cabo una Semana Cultural.